# Selva (musica)
La selva, chiamata anche tela, programma o scenario, nell'Ottocento era l'adattamento a grandi linee di una fonte (romanzo, poema o opera teatrale) alla scena musicale, precedente la stesura del libretto vera e propria. Il corrispondente termine cinematografico o televisivo è scaletta.
La selva presenta già i personaggi, la divisione in atti, i vari ambienti che si dovranno realizzare e, per grandi linee, le azioni nei vari gruppi di scene. 
A proposito di Traviata, il librettista Francesco Maria Piave scrisse il 20 ottobre 1852 a Guglielmo Brenna, segretario del Teatro La Fenice di Venezia: 
Dalle sue parole risulta chiaro il fatto che la selva rispecchia quella che sarà l'opera definitiva, infatti di seguito precisa: